# Rush Rally Origins
Rush Rally Origins es un videojuego de carreras de rally desarrollado y publicado por Brownmonster Limited para Android, iOS, Nintendo Switch, Windows, Xbox One, Xbox Series X/S. Es la cuarta entrega de la serie Rush Rally.

## Jugabilidad
Rush Rally Origins combina la clásica acción de carreras de arriba hacia abajo del Rush Rally original con los gráficos y la física de Rush Rally 3. Hay 36 etapas en todo el mundo, cada una con la capacidad de cambiar la hora del día y el clima. Se conduce sobre muchos tipos de superficies desafiantes, como nieve, grava, tierra, barro y asfalto.
El juego corre a 60 fps (120 fps en dispositivos compatibles) y cuenta con un modelo de dinámica de autos que brinda una experiencia de carrera de arriba hacia abajo. Los coches pueden tener cambios de agarre en diferentes tipos de superficies y múltiples condiciones climáticas.
Se compite en una serie de campeonatos de rally contra otros en el modo A-B Race o mejorar los tiempos en los modos de juego contrarreloj.
Batir los récords de etapas sirven para ascender en las tablas de clasificación mundiales en línea. Se pueden descargar fantasmas en 4 clases de autos diferentes para comparar las líneas de carrera con los mejores del mundo.
Se pueden desbloquear y mejorar una selección de coches clásicos de Rush Rally. Se utiliza un sistema de actualización para adaptar cada automóvil al estilo de conducción específico del jugador.
Cuenta con un sistema de control diseñado para funcionar tanto con pantallas táctiles como con controladores de juegos e incluye la capacidad de escalar, mover e intercambiar botones.

## Recepción
Giorgio Melani de Multiplayer.it escribió: Rush Rally Origins vuelve a su fórmula original con una carrera de arriba hacia abajo que combina una estructura arcade y un estilo de conducción sorprendentemente profundo. Es un poco básico y requiere un controlador, pero Rush Rally Origins es una versión divertida y refrescante del rally género sim-cade".
GameCentral de Metro.co.uk escribió: "Sin embargo, el verdadero problema es que le falta el modo carrera, que era fundamental para Rush Rally 3. A pesar de la excelente interfaz y el modelo de manejo, deja el juego sintiéndose un poco desenfocado".
Shaun Hughes de Switch Player escribió: "Rush Rally Origins exige un lugar en tu alineación inicial de Switch. Solo es superado por su contraparte Rush Rally, y es, de lejos, el mejor juego de carreras lanzado en Switch en los últimos años".
Shaun Musgrave de TouchArcade escribió: "Con un excelente corredor detrás del auto en Rush Rally 3 y ahora una excelente entrada por encima de la cabeza, es difícil imaginar qué más puede hacer este desarrollador en la categoría de carreras de rally, especialmente a un precio tan increíblemente competitivo".
Ollie Reynolds de Nintendo Life escribió: "Con todo, Rush Rally Origins es un gran pequeño juego de rally si mantienes tus expectativas de los gráficos bajo control. Desde una perspectiva de juego, es más que capaz y ofrece mejoras con respecto al juego original con creces. A pesar del fácil manejo del vehículo Sin embargo, el juego es desafiante con inteligencia artificial inteligente y objetivos de contrarreloj estrictos (que, según nos dijeron, se modificarán ligeramente en un parche, junto con otros ajustes visuales y de rendimiento), y es perfecto si buscas diversión, experiencia de conducción tranquila arcade".
Cody Emerson de Pure Nintendo escribió: "Un poco obsoleto fuera del modo carrera, y el juego es más difícil al principio porque los tres autos que te dan son malos. Aun así, Rush Rally Origins es un juego de carreras sólido con gráficos por encima del promedio".
Casey Scheld de Gamers Heroes escribió: "Para aquellos que viven y respiran corredores arcade, hacer una carrera perfecta en Rush Rally Origins es una emoción absoluta. Para aquellos a quienes no les importa una buena cantidad de repeticiones y un alto precio, esta es su próxima adicción".
Xavier Berry de Movies Games and Tech escribió: "En general, Rush Rally Origins es un juego pequeño y divertido para aquellos que buscan un juego de carreras con un estilo más arcade para pasar el tiempo. Con su apariencia simple y su ciclo de juego, hay suficiente aquí para que los jugadores queden atrapados sin sentirse abrumados con todo el opciones de personalización que ofrecen otros juegos de carreras".
Castalori de Xboxygen escribió: "Teniendo en cuenta que se trataba de un juego para móviles, el port de Xbox de Rush Rally Origins es un gran éxito. Disponible a bajo precio en una versión bastante completa y estable, la creación de Stephen Brown es un fino tributo al apasionante mundo de los rallyes con su telegénico de vistas aéreas y dirección de arte realista. Aunque el juego adolece de gráficos bastante pobres y entornos tan muertos como un clavo, la jugabilidad, el modelado de automóviles y los efectos de humo y polvo causados por los automóviles son estimulantes y están bien diseñados. La falta de un modo multijugador El modo perjudica en gran medida el interés a largo plazo en el juego, pero Rush Rally Origins, no obstante, nos permite divertirnos rápidamente durante sesiones de juego cortas".